# Epsilon Centauri
Epsilon Centauri (ε Cen) – gwiazda w gwiazdozbiorze Centaura, odległa od Słońca o około 425 lat świetlnych.

## Charakterystyka obserwacyjna
Jest to jedna z jaśniejszych gwiazd w konstelacji, jej obserwowana wielkość gwiazdowa to 2,29m, a wielkość absolutna jest równa −3,29m. Leży ona zbyt daleko na niebie południowym, żeby można było ją obserwować z terenów Polski.

## Charakterystyka fizyczna
Jest to białobłękitna gwiazda należąca do typu widmowego B1. Jest sklasyfikowana na podstawie widma jako olbrzym, ale raczej jeszcze nie jest na tym etapie rozwoju. Gwiazda ma temperaturę 24 000 K i emituje dużo promieniowania w zakresie ultrafioletu; po uwzględnieniu tej emisji jej jasność okazuje się około 15 200 razy większa niż jasność Słońca. Ma ona masę ponad 11 razy większą niż masa Słońca. Ta masa jest zapewne dostatecznie duża, żeby wybuchła jako supernowa; jeśli nie dość, to gwiazda zakończy życie jako bardzo masywny, neonowo-tlenowy biały karzeł. Jest to gwiazda zmienna typu Beta Cephei, jej blask waha się nieznacznie (o setną część magnitudo) wraz z wibracjami gwiazdy, których główne okresy są równe 4,08, 4,25, 5,04 i 4,58 godziny.
Gwiazda ma towarzyszkę, Epsilon Centauri B o wielkości gwiazdowej 13m, odległą o 36,9″ (pomiar z 1999 r.). Jeśli składnik ten znajduje się w tej samej odległości co jaśniejsza gwiazda, to najprawdopodobniej jest to pomarańczowy karzeł typu K6, oddalony od niej o 4500 au, o okresie orbitalnym równym co najmniej 89 tysięcy lat. Względny ruch składników jest jednak większy niż przewiduje teoria, więc w rzeczywistości mogą być w różnej odległości i tylko przypadkowo sąsiadować na niebie.